# The Sandman
The Sandman es una serie de historietas escrita por Neil Gaiman e ilustrada por una amplia gama de artistas de variados estilos, limitados hacia arcos argumentales o episodios sueltos, publicada por DC Comics. Además del cocreador Sam Kieth, otros ilustradores que participaron incluyen a Colleen Doran, Mike Dringenberg, Marc Hempel, Miguelanxo Prado, Kelley Jones, Jill Thompson, Yoshitaka Amano y Michael Zulli. La serie consistió en 75 números, publicándose su primer número en Estados Unidos en enero de 1989, y el último en marzo de 1996.
Es ampliamente considerada como una de las más originales, sofisticadas y artísticamente ambiciosas series de comic books. Cuando la historia concluyó y se dejó de publicar, ya se había convertido en un ícono popular. The Sandman no pertenece al subgénero superheroico; el primer tercio de la serie se concentra en historias de terror, pero posteriormente evoluciona al género fantástico, incorporando elementos de mitología clásica y contemporánea.
Aclamada por la crítica, The Sandman fue una de las primeras novelas gráficas que estuvo en la lista de best sellers del The New York Times, junto a Maus, Watchmen y el Caballero de la noche regresa. Fue una de las cinco novelas gráficas en ser incluidas en la lista de “100 mejores lecturas de 1983 a 2008”, de Entertainment Weekly. La serie ha ejercido una influencia considerable en el género de la fantasía oscura y la novela gráfica desde que se publicó, siendo considerada una de las mejores novelas gráficas de todos los tiempos.

## Argumento
El protagonista de The Sandman es Sueño, la personificación antropomórfica de los sueños mismos. Es conocido por una amplia variedad de nombres, encabezados por Morfeo, pero también Oniros, el Formador, el Príncipe de las Historias, y muy raramente por el Arenero (por la leyenda celta acerca de un duende que arrojaba arena a los ojos de los durmientes permitiéndoles así el sueño). Este último nombre da título a la serie (The Sandman), aunque prácticamente es una herencia de otro personaje con el mismo nombre dentro del universo de DC.
La personalidad fría, a veces cruel, de Sueño en las historias que transcurren en el pasado, va evolucionando hasta las historias en la actualidad, donde tras los años de aprisionamiento tiene la oportunidad de replantear sus errores. Pero ¿cuánto puede cambiar una criatura tan vieja como el universo? Un tema importante dentro de la serie es el de la responsabilidad y sus consecuencias; el contraste entre los deberes que Sueño se impone a sí mismo, y la renuncia a la obligación que Destrucción elige. Gaiman resumió el argumento de la serie como «El rey de los sueños aprende que uno debe cambiar o morir y toma su decisión».
Sueño pertenece a una familia conocida como los Eternos formada por siete hermanos; cada uno es la representación antropomórfica de un concepto. Ellos son, de mayor a menor: Destino, Muerte, Sueño, Destrucción, Deseo y Desespero (quienes resultan gemelos), y Delirio (antes Delicia). En inglés, todos estos nombres comienzan con la letra D (Destiny, Death, Dream, Destruction, Desire, Despair y Delirium, respectivamente; lo cual podría suponer el conjunto al nombre familiar como un anagrama [siendo la palabra traducida del idioma inglés con su respectivo artículo, the Endless, el cual en anteposición a una palabra que comience con vocal hace de su pronunciación similar con la de dicha letra {/ˈdiː/}: «D eterna»;... En una introducción de la serie aparece una cita: «D puede significar muchas cosas»]).
La mayoría de las historias transcurren entre el Sueño, el reino de Morfeo, y el mundo de la vigilia; aunque hay frecuentes escenas en dominios alternos como el Infierno, Alfheim, Asgard, y los reinos de otros Eternos. Muchas de las historias en el mundo consciente transcurren en los Estados Unidos y Reino Unido actuales, pero en las historias que transcurren en el pasado se visitan lugares como China, Rusia o África.

## Historia de publicación

### Creación
The Sandman nació de la propuesta de Neil Gaiman de revivir la serie de DC con el mismo nombre de la publicada de 1974 a 1976, escrita por Joe Simon y Michael Fleisher e Ilustrada por Jack Kirby y Ernie Chua. Gaiman había considerado incluir personajes de “dream stream” (incluyendo a Kirby Sandman, Brute, Glob, y los hermanos Cain y Abel) en una escena del primer tomo de su miniserie de 1988 “Black Orchid”. Aunque la escena no se incluyó en borradores posteriores porque Roy Thomas los estaba usando en “Infinity Inc.”, Gaiman pronto empezó a imaginar un trato para una nueva serie. Gaiman mencionó su trato en su paso al editor Karen Berg de DC. Meses después, Berg le ofreció a Gaiman un cómic en el que trabajar; él estaba inseguro si su pitch sería aceptado. Semanas después Berg le preguntó a Gaiman si estaba interesado en una serie de Sandman. Gaiman recuerda «Dije ‘Um... Sí. Sí, definitivamente. ¿Cuál es el truco? [Berger dijo] ‘Solo hay uno. Queremos un nuevo Sandman. Conserva el nombre. El resto depende de ti’».
Gaiman creó el nuevo personaje de la imagen inicial de «Un hombre, joven, pálido y desnudo, encarcelado en una pequeña jaula, esperando a que sus captores mueran... Delgado enfermizo, con cabello largo y oscuro, y ojos extraños». Gaiman basó el atuendo negro del personaje de un kimono japonés, así como de su propio guardarropa. Gaiman escribió el esquema de ocho temas y se lo dio a Dave McKean y Leigh Baulch, quienes dibujaron esbozos de los personajes. Berger revisó los esbozos y sugirió que Sam Kieth fuera el artista de la serie. Mike Dringenberg, Todd Klein, Robbie Busch y Dave McKean fueron contratados como entintador, rotulista, colorista y artista de portada, respectivamente. La propuesta de McKean acerca de la porta de cómics era poco convencional, y convenció a Berg que el protagonista de la serie no tenía que aparecer en cada portada.
El acercamiento de Gaiman al guion de la serie se volvió más difícil mientras que la historia compleja y los personajes se desarrollaban. «Cuando empecé a escribir Sandman, me tomaba un par de semanas escribir un guion. Mientras pasaba el tiempo se volvió más y más lento, hasta que un guion me tomaba entre un mes y seis semanas de escribir».

### Serie original.
El debut de The Sandman salió a la venta el 29 de noviembre de 1988. Gaiman describió los primeros tomos como «raros», ya que él, al igual que Kieth, Dringenberg y Busch nunca habían trabajado en una serie regular antes. Kieth renunció después del quinto tomo; fue remplazado por Dringenberg como dibujante, quien fue reemplazado por Malcom Jones III como entintador. Dave McKean fue el artista de portada de la serie durante toda su duración.
El personaje después apareció en dos de los títulos «sugerido para lectores mayores» de DC. En Swamp Thing vol. 2 No.84 (marzo 1989), Sueño y Eve permitieron a Matthew Cable vivir en Dreaming, porque murió ahí, resucitando como un cuervo. También después conoció a John Constantine en Hellblazer N.º 19 conduciendo a su aparición en Sandman N.º 3 (marzo 1989).
Gaiman revisó el Infierno como fue representada por Alan Moore en Swamp Thing, empezando con la aparición como invitado de Etrigan en el volumen N.º 4 (abril 1989). La historia introduce la jerarquía del infierno, liderado por Lucifer (quien después tendría su propia serie spin off), Beelzebub y Azazel, a quien Sueño derrotó más tarde en la serie. Sueño visitó la Liga de la Justicia Internacional en el siguiente volumen, No.5(mayo 1989). Aunque múltiples personajes de DC aparecieron durante la serie, tales como Martian Manhunter y Espantapájaros, esta no sería la norma. Gaiman y el artista Mike Dringenberg introdujo a Muerte, la hermana mayor de Sueño en el tomo No.8 (agosto 1989).
Gaiman empezó a incorporar elementos de la serie Sandman de Kirby en el volumen No.11 (diciembre 1989), incluyendo los cambios implementados por Roy Thomas. Joe Simmon y Michael Fleisher habían tratado al personaje, quien parecía más un superhéroe, como el «verdadero» Sandman. Las historias de Thomas y Gaiman revelaron que la existencia de esa versión era una impostora creada por dos pesadillas que habían escapado del reino de los sueños. Brute y Glob después volverían a intentar esto en Sanderson Hawkins, Sidekick a Wesley Dodds, el Sandman de la era de oro. Gaiman le dio a Jed Walker un sobrenombre e hizo que se relacionara con varios nuevos personajes.
The Sandman se convirtió en un éxito de culto para DC Comics y atrajo una audiencia diferente de la convencional de los cómics: muchos de los lectores eran mujeres, muchos estaban en sus veinte, y muchos no leían otros cómics. El historiador de cómics Les Daniels describió el trabajo de Gaiman como «asombroso» y a punto que The Sandman era «una mezcla de fantasía, horror y humor irónico como no se había visto antes en comics». El escritor y ejecutivo de DC Comics Paul Levitz observó que «The Sandman se convirtió en el primer éxito extraordinario como una serie de novela gráfica, alcanzando y mudando nuevos lectores al medio, particularmente jóvenes mujeres en universidades, y convirtiendo a Gaiman en un icono cultural». Gaiman tenía en mente una serie finita que concluyó con el tomo No.75. Gaiman dijo en 1996 «¿Pude haber hecho otros cinco tomos de Sandman? No. Es tiempo de parar porque alcancé el final, sí, y pienso que prefiero dejarlo mientras sigo enamorado». El tomo final, No.75, tiene fecha de marzo de 1996.

### Adiciones y spin-offs

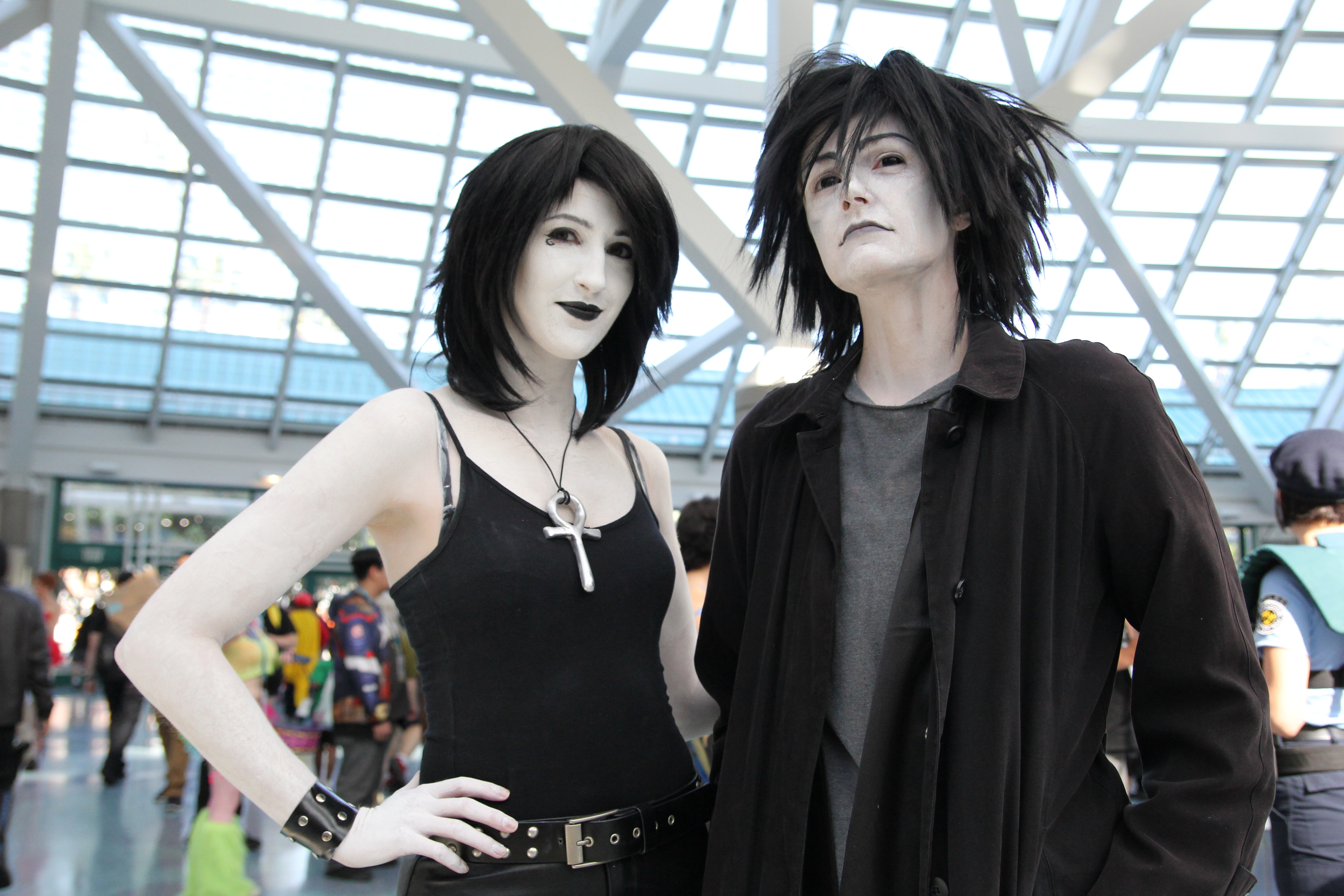
Cosplay de Muerte [izquierda] y Sueño [derecha] de Neil Gaiman

The Sandman inspiró numerosos spin-offs. Aunque la mayoría de estos no fueron escritos por Gaiman, sí escribió dos miniseries centradas en el personaje Muerte. Muerte: El alto coste de la vida fue publicado de marzo a mayo de 1993 y estaba basado en la fábula que Muerte toma una forma humana cada cien años para permanecer en contacto con la humanidad. Esta fue seguida en 1996 por Muerte: lo mejor de tu vida. Otros spin-offs incluyen The Dreaming, Lucifer y Dead Boy Detectives.
En 1999, Gaiman escribió The Sandman: Cazadores de sueños, una novela ilustrada por Yoshitaka Amano. Como en muchas historias a través de The Sandman, Morfeo aparece en Dream Hunters, pero solo como un personaje de apoyo. En el epílogo del libro Gaiman describe la historia como un recuento de una ya existente leyenda japonesa. La novela fue después adaptada a una miniserie de cuatro tomos por P. Craig Russel y lanzada por Vertigo desde enero de 2009 a abril de 2009.
Gaiman y Matt Wagner coescribió Sandman Midnight Theatre, una historia con formato one-shot en la que Sueño y Wesley Dodds se encuentran en persona después de los eventos de la serie.
Gaiman escribió varias historias sobre Morfeo y sus hermanos, una historia para cada uno, que fueron publicadas en 2003 bajo el título Sandman: Noches eternas antología. Los relatos están colocados a lo largo de la historia, pero dos toman lugar después de los eventos finales de la serie regular. Presentaba un ilustrador diferente por cada relato.
El escritor y artista Jill Thompson escribió e ilustró varias historias presentando los personajes de Sandman. Estos incluyen el libro con estilo manga Death: At Death’s Door y The Little Endless Storybook, un libro para niños que usa versiones infantiles de los personajes.
Para conmemorar el veinticinco aniversario de The Sandman, Gaiman escribió un nuevo cuento implicando la batalla que tenía exhausto a Morfeo antes del inicio original de la historia. Con arte de J. H. Williams III, Sandman: Obertura cuenta la antes ya insinuada historia sobre la aventura de Sueño antes del primer volumen, que lo había desgastado tanto que permitió fuera capturado. La serie limitada tuvo seis tomos. El tomo número 1 fue lanzando el 30 de octubre de 2013. Ediciones especiales fueron lanzadas aproximadamente un mes después de su edición original, que contenían entrevistas con el equipo creativo, junto obras de arte raras.
En 2018 DC anunció The Sandman Universe, una nueva línea de cómics explorando la parte del universo DC de Sandman. Empezó en agosto de 2018.

## Historia editorial

### Serie regular
La serie regular de The Sandman fue publicada por DC Comics desde enero de 1989 hasta marzo de 1996. Con el tiempo se integró a Vertigo, sello de la misma editorial estadounidense, fundado en 1993. Constó de 75 números, de generalmente 24 páginas (si bien hay algunos números más extensos), publicados más o menos mensualmente. Todas las portadas fueron diseñadas por Dave McKean, utilizando técnicas mixtas de dibujo, pintura, texturas y collage.
Debido al éxito de la obra, DC Comics comenzó a reeditar los números, inicialmente publicados en rústica (tapa blanda), en tomos recopilatorios de rústica y cartoné (tapa dura). La primera recopilación fue la del arco argumental de La casa de muñecas, en un tomo que se llamó simplemente The Sandman. Finalmente, la quedó dividida en diez tomos recopilatorios, que además permitieron integrar dos números publicadas al margen de la serie regular:
| Tomos recopilatorios | Tomos recopilatorios           | Tomos recopilatorios             | Tomos recopilatorios                                                                     |
| #                    | Título                         | N.º serie regular                | Arco argumental principal                                                                |
| -------------------- | ------------------------------ | -------------------------------- | ---------------------------------------------------------------------------------------- |
| 1                    | Sandman: Preludios y nocturnos | 1-7                              | Prisión y liberación de Morfeo de los Eternos.                                           |
| 2                    | Sandman: La casa de muñecas    | 8-16                             | Búsqueda de un vórtice en el sueño que amenaza la Tierra.                                |
| 3                    | Sandman: País de sueños        | 17-20                            | Historias independientes, que incluyen la premiada El sueño de una noche de verano.      |
| 4                    | Sandman: Estación de nieblas   | 21-28                            | Morfeo se adentra en el infierno en la búsqueda de Nada, un antiguo amor.                |
| 5                    | Sandman: Juego a ser tú        | 32-37                            | Barbie, de Sandman: La casa de muñecas, busca recatar su mundo de sueños del Cuco.       |
| 6                    | Sandman: Fábulas y reflejos    | 29-31, 38-40, 50, Especial n.º 1 | Historias independientes. Incluye el Especial n.º 1: La canción de Orfeo.                |
| 7                    | Sandman: Vidas breves          | 41-49                            | Morfeo y Delirio buscan a su hermano Destrucción.                                        |
| 8                    | Sandman: El fin de los mundos  | 51-56                            | Seres de diversos mundos cuentas historias dentro de una taberna.                        |
| 9                    | Sandman: Las benévolas         | 57-69, Vertigo Jam 1             | Las Furias e Hippolyta Hall buscan venganza por una muerte y la desaparición de su hijo. |
| 10                   | Sandman: El velatorio          | 70-75                            | Se vela la muerte de un personaje de la saga.                                            |

### Especiales
| Números especiales y tomos adicionales | Números especiales y tomos adicionales     | Números especiales y tomos adicionales | Números especiales y tomos adicionales |
| Año                                    | Título                                     | Arco argumental principal |                                        |
| -------------------------------------- | ------------------------------------------ | --- | -------------------------------------- |
| 1991                                   | Especial n.º 1. «La canción de Orfeo»      | La tragedia de Orfeo, hijo de Sueño de los Eternos. |                                        |
| 1993                                   | Muerte: El alto coste de la vida           | Miniserie de tres números de Muerte de los Eternos, quien cada cien años decide pasear entre los mortales.                                                    |                                        |
| 1996                                   | Muerte: Lo mejor de tu vida                | Miniserie de tres números de Muerte, hermana mayor de Sueño.                                                                                                  |                                        |
| 1997                                   | Dust Covers - The Collected Sandman Covers | Portadas de Dave McKean. Incluye The Last Sandman History, escrito por Gaiman y dibujado por McKean.                                                          |                                        |
| 1999                                   | «Muerte: Un cuento de invierno»            | Número especial de Vertigo: Winter's Edge, n.º 2. |                                        |
| 2000                                   | «Sandman: Cazadores de sueños»             | Fábula tradicional japonesa escrita por Gaiman y con ilustraciones de Yoshitaka Amano.                                                                        |                                        |
| 2003                                   | Sandman: Noches eternas                    | Siete historias cortas sobre cada uno de los Eternos. Incluye historias de Vertigo Winter's Edge #1 y Vertigo Winter's Edge #3, más The Last Sandman History. |                                        |
| 2013                                   | Sandman: Obertura                          | Precuela de la saga regular, que explica cómo Sueño pudo ser apresado en Sandman: Preludios y nocturnos.                                                      |                                        |

### Recepción y legado
The Sandman No.19 “Sueño de una noche de pleno verano” ganó el premio World Fantasy Award en 1991 por Mejor Ficción Corta. The Sandman y sus spin-offs han ganado más de 26 premios Eisner, incluyendo tres por Mejor Serie Continua, uno por Mejor Historia Corta, cuatro por Mejor Escritor, siete por Mejor Lettering (Todd Klein), y cuatro por Mejor Dibujante/Entintador (uno para cada para Charles Vess y P. Craig Russell). The Sandman: Cazadores de sueños fue nominado al premio Hugo de Mejor Libro Relacionado en el 2000. Cazadores de sueños y Noches eternas ganaron el premio Bram Stoker de Mejor Narrativa Ilustrada en 1999 y 2003 respectivamente. En 2005 IGN declaró a The Sandman como el mejor cómic de Vertigo. Sandman: Obertura, la miniserie precuela, ganó en 2016 el premio Hugo a Mejor Historia Gráfica.

## Temas y género
La serie de cómics The Sandman cae dentro del género fantasía oscura, aunque en un entorno más moderno y contemporáneo. El crítico Mac Buxton describe el libro como “Un cuento magistral que creo un movimiento de fantasía oscura maduro.” que no había sido visto en trabajos anteriores de fantasía. El cómic también cae dentro de los géneros fantasía urbana, fantasía épica, drama histórico, y superhéroe. Está escrito como un examen metafísico de los elementos de ficción, lo cual Neil Gaiman logró a través del uso artístico de personificaciones antropomórficas únicas, mitología, leyendas, figuras historias y la cultura de lo oculto, que conforman la mayoría de los personajes principales y secundarios, así como dispositivos de la trama e incluso la colocación de la historia.
El crítico Hilary Goldstein describió el cómic como “El concepto de los sueños más que el acto de soñar”. En los primeros tomos, la responsabilidad y el renacimiento fueron los principales temas de la historia. Cuando Sueño finalmente se libera de sus captores ocultistas, el regresa a su reino que ha caído en tiempos difíciles dado su ausencia, mientras que se enfrenta a sus otros hermanos, quienes tienen su propia reacción a su regreso. La historia está estructurada no como una serie de eventos desconectados tampoco como un sueño incoherente, si no teniendo cada panel con un propósito específico en el flujo de la historia. Sueño se convirtió en el núcleo de cada arco de la historia escrito en la serie, y los viajes del protagonista se volvieron más distinguidos y deliberados. Muchos libros de Vertigo desde entonces, como Transmetropolitan y Y: El último hombre, han adoptado esta clase de formato en su escritura, creando una prosa tradicional solo vista en la imprenta.

## En otros medios

### Televisión
Warner Bros. dijo estar interesada en adaptar el cómic a una serie de televisión. En el proyecto estaría implicado Eric Kripke, creador de la serie Supernatural. Neil Gaiman dijo que le gustaría que Terry Gilliam dirigiese la serie.[cita requerida]
En junio de 2019, Netflix anunció que había llegado a un acuerdo con Warner Bros para desarrollar una serie de televisión sobre The Sandman, con Allan Heinberg como showrunner y Neil Gaiman y David S. Goyer como productores ejecutivos. La serie se estrenó finalmente el 5 de agosto de 2022 y barre el primer arco argumental de la serie y parte del segundo (Preludios y nocturnos y La casa de muñecas). Durante la San Diego Comic Con se presentó el último tráiler de la serie antes de su estreno.

### Audio
El 15 de julio de 2020, Audible lanzó una adaptación del cómic como un audio dramático dirigido por Dirk Maggs con música de James Hannigan. El elenco de voces incluye a Gaiman como narrador, James McAvoy como Sueño, Kat Denning como Muerte, Taron Egerton como Jhon Constantine, Michael Sheen como Lucifer, Riz Ahmed como Corinthian, Andy Serkis como Matthew el Cuervo, Samanta Mortin como Urania Blackwell, Bebe Neuwirths como El gato siamés, Arthur Darvill como William Shakespear, y Justin Vivian Bond como Deseo.
La segunda parte, The Sandman: Act II fue lanzado en septiembre de 2021 y presentaba la mayoría del elenco original. Nuevas inclusiones al elenco incluyen a: Regé-Jean Page como Orfeo, Jeffrey Wright como Destino, Brian Cox como Augustus, Emma Corrin como Thessaley, Jhon Lithgow como Joshua Norton, David Tennant como Loki, Bill Nighy como Odin, Kristen Schaal como Delirio, Kevin Smith como Merv Pumpkinheaf, y Niamh Walsh como Nuala.